# Difunta Correa

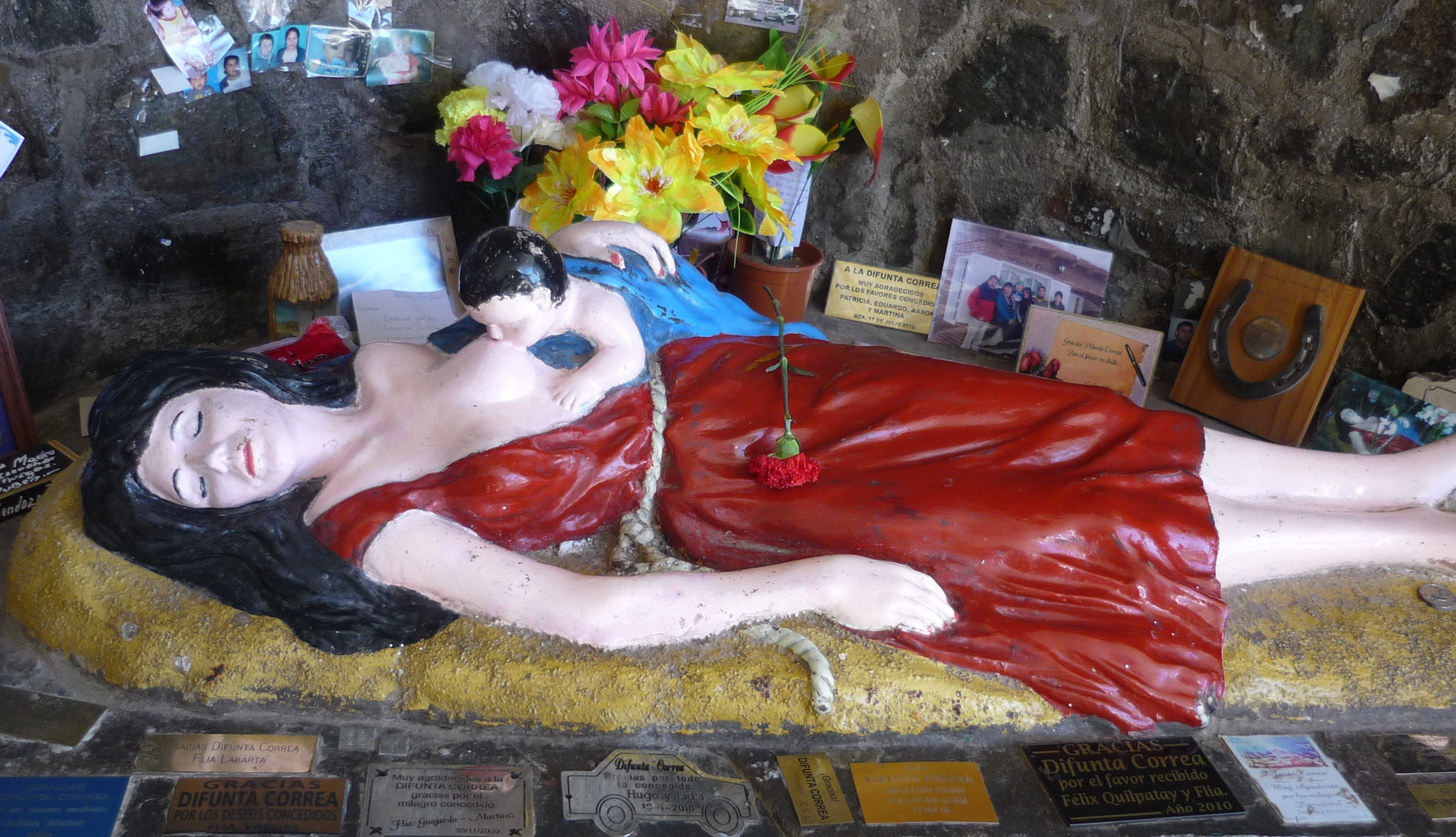
Difunta Correa (Darstellung in Vallecito, Argentinien)

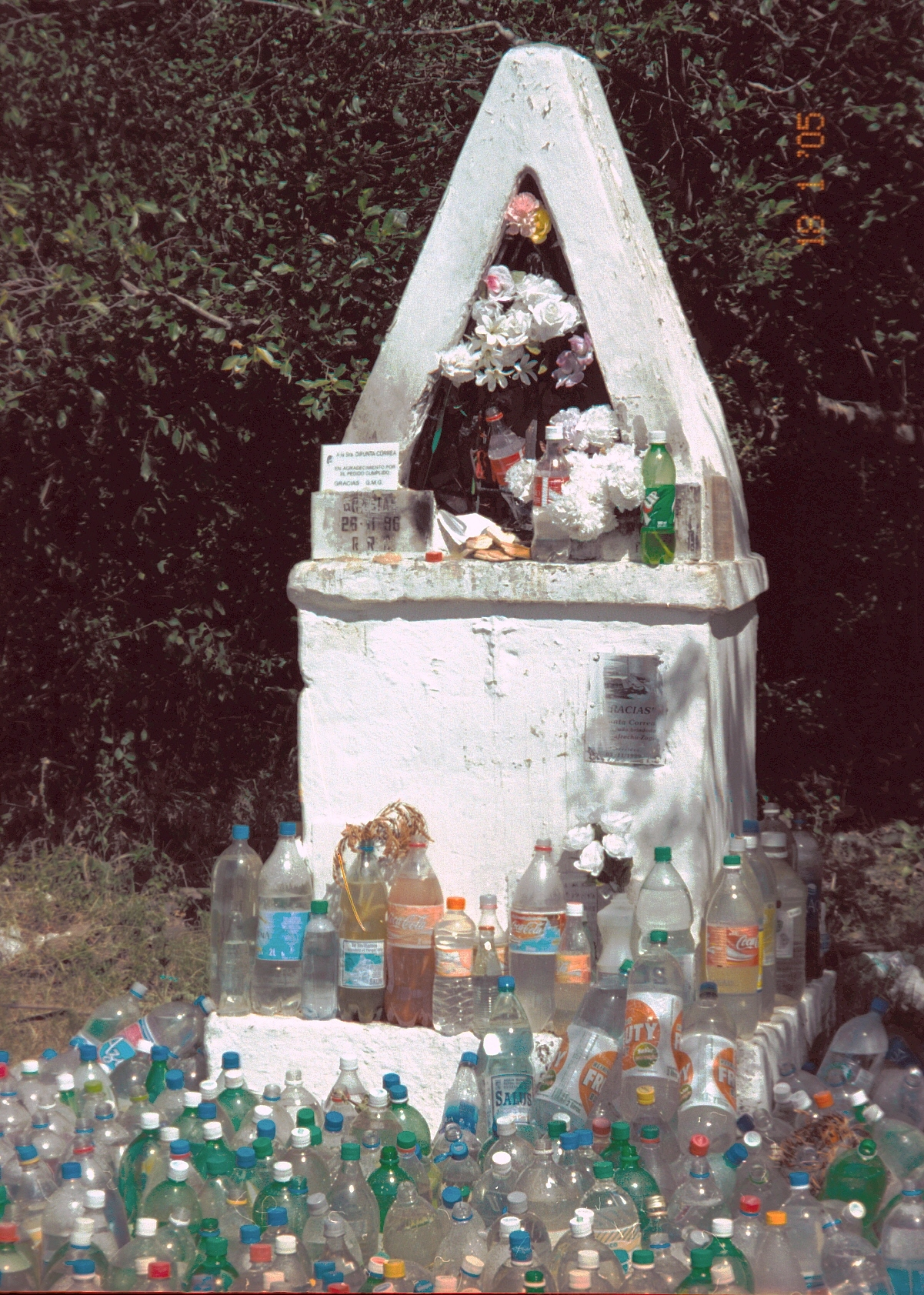
Der Difunta Correa gewidmetes Heiligtum, in der Nähe der Städte Tacuarembó und Paso de los Toros, in Uruguay

Difunta Correa (die verstorbene Correa, eigentlich María Antonia Deolinda y Correa) (* 18. Jahrhundert oder 19. Jahrhundert; † 1841) war eine Frau, die 1841 auf der Suche nach ihrem Mann angeblich in der Wüste Argentiniens verdurstet ist. Ihr Kind jedoch war dank der Muttermilch nicht gestorben, es lag saugend an der Brust der toten Mutter.  

## Inhalt der Legende
Als sich María Antonia Deolinda y Correa 1841 mit ihrem Säugling in die Wüste begab, herrschte in Argentinien Bürgerkrieg. Kurz nach ihrer Entbindung war ihr Mann von der Montonera, das waren föderale Freischärler im Bürgerkrieg gegen die unitarischen Regierungstruppen, verschleppt worden. In ihrer Verzweiflung wollte sie dem Verschleppten durch die Wüste folgen und zog los. Tage später fand eine Gruppe von Maultiertreibern die Correa tot in der Wüste. Das Kind hatte wie durch ein Wunder überlebt. Dank der Muttermilch war es nicht verdurstet.

## Bedeutung und Wallfahrt

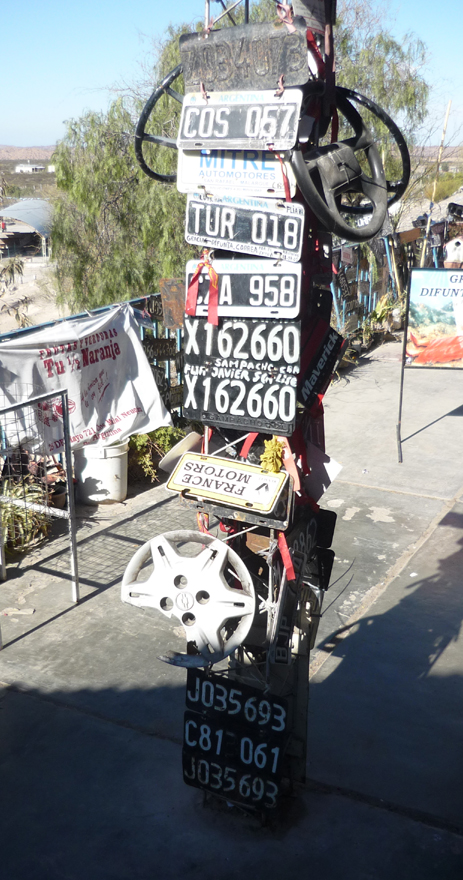
Verehrung der Difunta Correa durch Kraftfahrer in Vallecito (Argentinien)

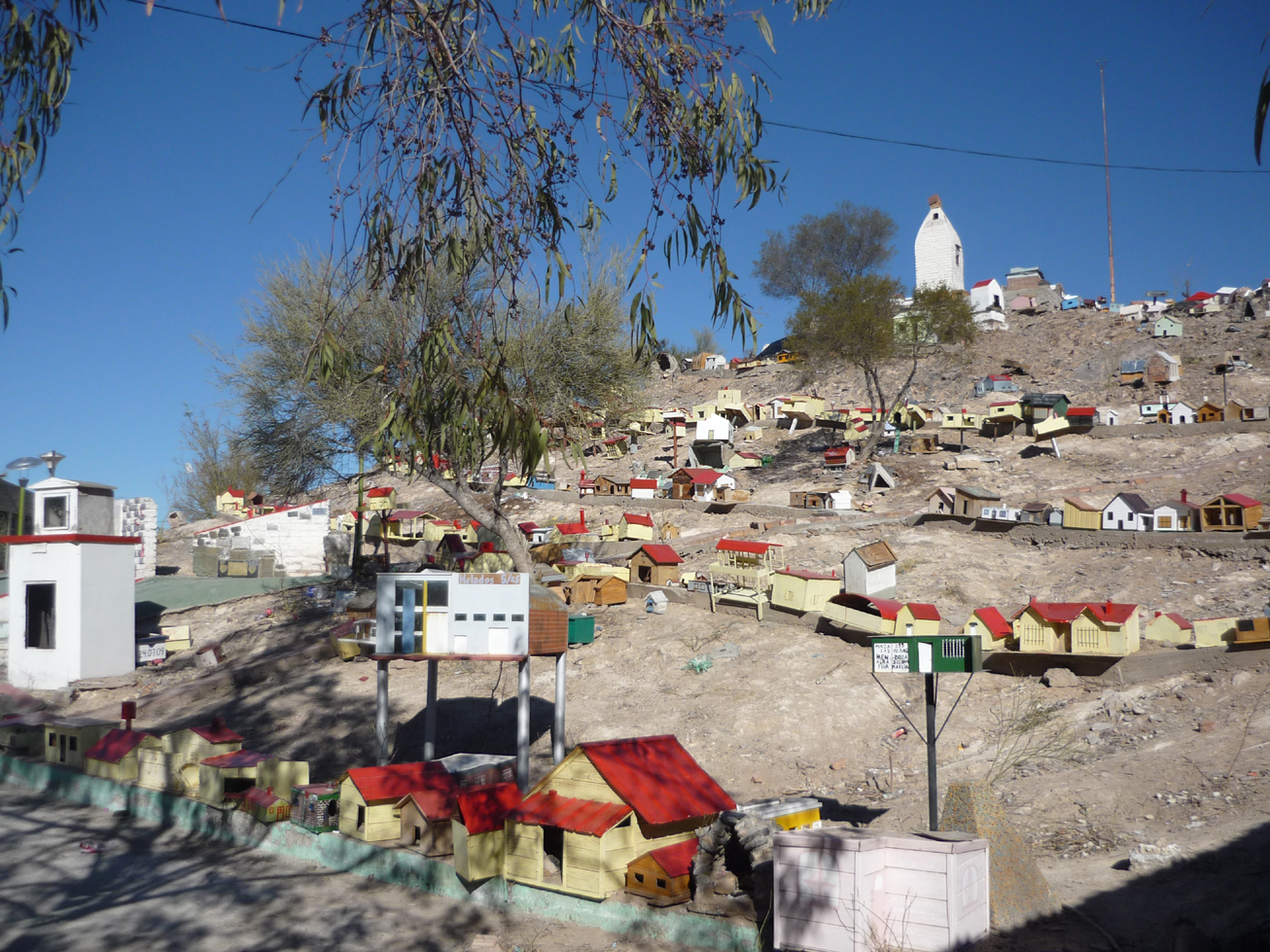
Wallfahrtsort Vallecito

Der Leichnam der Mutter wurde von den Gauchos (argentinische Kuhhirten) bei einem nahe gelegenen Hügel begraben. Ihr Grab ist heute ein berühmter Wallfahrtsort in der Nähe von Vallecito in der Provinz San Juan. Vor allem LKW-Fahrer verehren sie, da sie die Schutzheilige der Reisenden darstellt. Oft findet man in Argentinien kleine Schreine der Difunta, bei denen die gläubigen Fahrer Halt machen, die alleine durch das große Land reisen.
Die Verehrung der Difunta Correa beruht auf dem Volksglauben und ist ohne kirchliche Anerkennung, was die Argentinier nicht davon abhält, zu Tausenden, an bestimmten Tagen sogar zu Hunderttausenden (z. B. zu Ostern) nach Vallecito zu pilgern und dort Wasserflaschen für die Verdurstete zurückzulassen. María verkörpert in der Legende das ideale Frauenbild: das einer treuen Frau, die ihrem geliebten Manne folgt, und das der sich aufopfernden Mutter.